# Crockham Hill
Crockham Hill est un village du Kent, en Angleterre.